# Bad Ragaz PGA Seniors Open
Het Bad Ragaz PGA Seniors Open is een golftoernooi dat al sinds 1997 op de kalender staat van de European Senior Tour. Het wordt altijd gespeeld op de baan van Golf Club Bad Ragaz. De par van de baan is 70.

## Geschiedenis
In 2002 bestond het toernooi slechts uit twee rondes nadat regen de baan onbespeelbaar had gemaakt. Dragon Taki versloeg Denis O'Sullivan in een drie holes play-off en behaalde daarmee zijn eerste overwinning op de Senior Tour.
In 2008 vestigde Carl Mason tijdens de tweede ronde een nieuw baanrecord met een score van 61.

## Winnaars
| Jaar                                       | Winnaar                                                          | Score                                      | Prijzenpot                                 | Winnaar                                    |
| Credit Suisse Private Banking Seniors Open | Credit Suisse Private Banking Seniors Open                       | Credit Suisse Private Banking Seniors Open | Credit Suisse Private Banking Seniors Open | Credit Suisse Private Banking Seniors Open |
| ------------------------------------------ | ---------------------------------------------------------------- | ------------------------------------------ | ------------------------------------------ | ------------------------------------------ |
| 1997                                       | Brian Waites versloeg Malcolm Gregson in play-off                | 203                                        | £ 140,414                                  | £ 23.320                                   |
| 1998                                       | Bobby Verwey                                                     | 200                                        | £ 141,645                                  | £ 23.324                                   |
| Bad Ragaz PGA Seniors Open                 |                                                                  |                                            |                                            |                                            |
| 1999                                       | Bob Shearer                                                      | 198                                        | € 140,412                                  | € 23,450                                   |
| 2000                                       | David Huish                                                      | 200                                        | € 208,697                                  | € 34.472                                   |
| 2001                                       | David Huish versloeg David Good in play-off                      | 198                                        | € 202,135                                  | € 33.601                                   |
| 2002                                       | Dragon Taki versloeg Denis O'Sullivan na een drie holes play-off | 130                                        | € 230,221                                  | € 34.500                                   |
| 2003                                       | Horacio Carbonetti                                               | 197                                        | € 160,152                                  | € 24,000                                   |
| 2004                                       | Horacio Carbonetti versloeg Denis Durnian in play-off            | 195                                        | € 190,002                                  | € 28.500                                   |
| 2005                                       | Terry Gale                                                       | 199                                        | € 210,000                                  | € 31.500                                   |
| 2006                                       | Juan Quiros                                                      | 196                                        | € 210,000                                  | € 31.500                                   |
| 2007                                       | Carl Mason                                                       | 194                                        | € 210,000                                  | € 31.500                                   |
| 2008                                       | Carl Mason                                                       | 195                                        | € 260,247                                  | € 39.000                                   |
| 2009                                       | John Bland versloeg Bob Boyd in play-off                         | 199                                        | € 220,407                                  | € 33.000                                   |
| 2010                                       | Carl Mason                                                       | 199                                        | € 250,407                                  | € 37.500                                   |
| 2011                                       | Peter Fowler                                                     | 196                                        | € 249,488                                  | € 37.500                                   |
| 2012                                       | Tim Thelen                                                       | 198                                        | € 280.000                                  | € 46.000                                   |

NB: bedragen zijn afgerond